# Prințesa Anne de Hesse și de Rin
Prințesa Anna de Hesse și de Rin (germană Prinzessin Anna von Hessen und bei Rhein; 25 mai 1843 – 16 aprilie 1865) a fost a doua soție al lui Frederic Francisc al II-lea, Mare Duce de Mecklenburg.

## Familie
Prințesa Anna de Hesse și de Rin, al treilea copil și singura fiică a Prințului Karl de Hesse și de Rin și a soției acestuia, Prințesa Elisabeta a Prusiei, s-a născut la Bessungen, Marele Ducat de Hesse. Bunicul patern a fost Ludovic al II-lea, Mare Duce de Hesse. Mama ei a fost nepoata regelui Friedrich Wilhelm al II-lea al Prusiei. 
Fratele ei mai mare Ludovic s-a căsătorit în 1862 cu Prințesa Alice a Regatului Unit, al treilea copil și a doua fiică a reginei Victoria.

## Căsătorie
Ca tânără fată, Anna a fost considerată ca o posibilă mireasă pentru viitorul Eduard al VII-lea al Regatului Unit (cunoscut ca 'Bertie' în familie). În timp ce mama lui, regina Victoria, era în favoarea Annei, sora mai mare al lui Bertie s-a opus căsătoriei, ea crezând că Anna avea un "tic deranjant".
Odată cu trecerea timpului însă, regina Victoria a devenit din ce în ce mai nerăbdătoare și a încercat să ignore indiciile fiicei sale că Anna nu era potrivită, declarând: "Sunt mult mai mulțumită cu relația Prințesei Ana, (minus spasmele)". În final, Alexandra a Danemarcei a fost alesă ca mireasă pentru Prințul de Wales.
La 4 iulie 1864, la Darmstadt, Anna s-a căsătorit cu Frederic Francisc al II-lea, Mare Duce de Mecklenburg, fiu al lui Paul Friedrich, Mare Duce de Mecklenburg-Schwerin.  (Prima soție a lui Friedrich Franz, Prințesa Augusta de Reuss-Köstritz a murit în 1862.) Anna și Frederic Francisc au avut o singură fiică, Ducesa Anna Elisabeta Auguste Alexandrine of Mecklenburg-Schwerin (7 aprilie 1865 – 8 februarie 1882)
Anna a murit de febră puerperală la o săptămână după nașterea fiicei ei. A fost înmormântată la catedrala Schwerin. Soțul ei s-a recăsătorit cu Prințesa Marie de Schwarzburg-Rudolstadt, și a fost tatăl Prințul Hendrik, soțul reginei Wilhelmina a Țărilor de Jos.